# Star Wars: Rise of the Resistance
Star Wars: Rise of the Resistance is een trackless darkride in de Amerikaanse attractieparken Disney's Hollywood Studios, waar hij geopend werd op 5 december 2019, en het Disneyland Park in Anaheim, waar hij geopend werd op 17 januari 2020. De attractie is grotendeels een spoorloze darkride en omvat een kortdurende rit in een simulator gebaseerd op het thema van de Star Wars-franchise, met het concept van gasten die zich rekruteren voor de Resistance, maar moeten ontsnappen naar een nieuwe schuilplek omdat hun huidige schuilplek bekend is geworden bij de First Order. Op weg naar deze schuilplek worden ze onderschept door de First Order en gevangen genomen in een Star Destroyer, waaruit ze vervolgens moeten ontsnappen.

## Rit
Het achtergrondverhaal van de attractie is dat gasten de attractie betreden als rekruten voor de Resistance. Gasten betreden de attractie via een gebouwtje met daarop een kanon, om vervolgens via allerlei wegen langs een rotsachtig terrein enkele grotten te betreden waarin de Resistance zich verschuilt tegen de First Order. De wachtrij loopt vervolgens een ruimte met een voorshow in, alwaar BB-8 enkele computers bedient. Plots roept een stem dat er een binnenkomend bericht is en verschijnt er een hologram van Rey. Hierin meldt ze dat enkele van haar Resistance-collega's op weg zijn om een Star Destroyer uit te schakelen die op weg was naar Galaxy's Edge, om zo hun geheime schuilplaats te beschermen. Omdat de schuilplaats in Galaxy's Edge niet langer veilig is, moeten de rekruten zich naar een nieuwe schuilplaats op een andere planeet begeven. De gasten verlaten de ruimte vervolgens, om aan boord te gaan van een transportschip dat bestuurd wordt door Luitenant Bek (een Mon Calamari) en Nien Nunb, beiden aanwezig in de vorm van animatronics. Het transportschip is een simulator waar gasten staand in plaatsnemen. Na 'vertrek' naar de nieuwe schuilplaats wordt het transportschip echter onderschept door de First Order, die ontdekt heeft dat het schip rekruten voor de Resistance vervoert. Het schip wordt met een trekstraal de launch bay van een Star Destroyer ingetrokken, alwaar het transportschip tot stilstand komt en de deuren openen. De gasten verlaten het schip om vervolgens in een fysieke launch bay van de Star Destroyer uit te stappen.
In de launch bay staan enkele tientallen mannequins in de vorm van stormtroopers, waarvan enkele zijn uitgerust met bewegende onderdelen (zoals een bewegende arm of een draaiend hoofd). De gasten worden door attractiemedewerkers, verkleed als First Order-soldaten, naar een cel gevoerd ter verhoor. Als de gasten in groepen van 16 worden opgesloten in een cel, dimmen de lichten en worden ze van bovenaf door een roosterplafond ondervraagd door generaal Hux en Kylo Ren. Als zij worden weggeroepen, wordt een van de celwanden open gebrand en opent zich een deur, waarna ze worden bevrijd door enkele andere medewerkers, verkleed als Resistance-leden. Deze medewerkers plaatsen de gasten in groepen van 8 in een voertuig, dat bestuurd wordt door een droid. Een video verschijnt, waarin Finn zegt dat de droids geprogrammeerd zijn om de voertuigen naar een reddingscapsule te sturen, zodat de gasten de Star Destroyer stiekem kunnen verlaten.
De voertuigen, onderdeel van een spoorloos-darkride-systeem, vertrekken op hun tocht door de Star Destroyer, om vervolgens te worden ontdekt door enkele stormtroopers die de voertuigen beschieten met laserpistolen. De voertuigen ontsnappen via een lift nabij enkele AT-AT's, alwaar ze wederom worden beschoten door stormtroopers. Een animatronic van Finn schakelt de stormtroopers echter uit door op hen terug te schieten. Via de lift worden de voertuigen naar de brug geleid, waar een animatronic van Kylo Ren een animatronic van generaal Hux sommeert om de beveiligingsschilden te activeren, omdat hij vermoedt dat de Resistance de rekruten (i.e. de gasten) komt redden. Terwijl de voertuigen achteruit proberen te ontsnappen, worden ze opgemerkt door Kylo Ren, die ze vervolgens achtervolgt en de gasten probeert uit te schakelen met zijn lichtzwaard. Nadat de voertuigen enkele op Resistance-schepen schietende kanonnen passeren, worden ze tegengehouden door een animatronic van Kylo Ren, die de voertuigen naar zich toetrekt door zijn gebruik van de Force. Doordat er (hoogstwaarschijnlijk door een Resistance-schip) een gat wordt geschoten in de wand van de Star Destroyer net achter Kylo Ren, verliest hij zijn beheersing van de Force, en kunnen de voertuigen ontsnappen om vervolgens een reddingscapsule in te rijden. De reddingscapsule is een simulator waarin het darkridevoertuig wordt gefixeerd. Vervolgens maakt de simulator een daadwerkelijke vrije val, als ware het een reddingscapsule die losschiet van de Star Destroyer. Middels verdere simulatietechniek vliegt de reddingscapsule vervolgens terug naar Galaxy's Edge. Daar aangekomen rijden de voertuigen achterwaarts de reddingscapsule uit, en komen ze buiten uit in hetzelfde rotsachtige gebied als waar gasten de attractie eerder betraden. Een animatronic van luitenant Bek verwelkomt ze terug in Galaxy's Edge, waarna de voertuigen naar het uitstapstation rijden. Daar kunnen gasten de attractie verlaten, om vervolgens weer uit te komen in de straten van Galaxy's Edge.

## Rolverdeling
In de attractie is enkele malen videomateriaal opgenomen, waarin acteurs uit de Star Wars-franchise een rol spelen. Eveneens zijn sommige animatronics voorzien van een voice-over, die is ingesproken door de respectievelijke acteur van dat personage in de films.
| Acteur           | Personage    |
| ---------------- | ------------ |
| Daisy Ridley     | Rey          |
| Oscar Isaac      | Poe Dameron  |
| John Boyega      | Finn         |
| Adam Driver      | Kylo Ren     |
| Domhnall Gleeson | Generaal Hux |

## Afbeeldingen

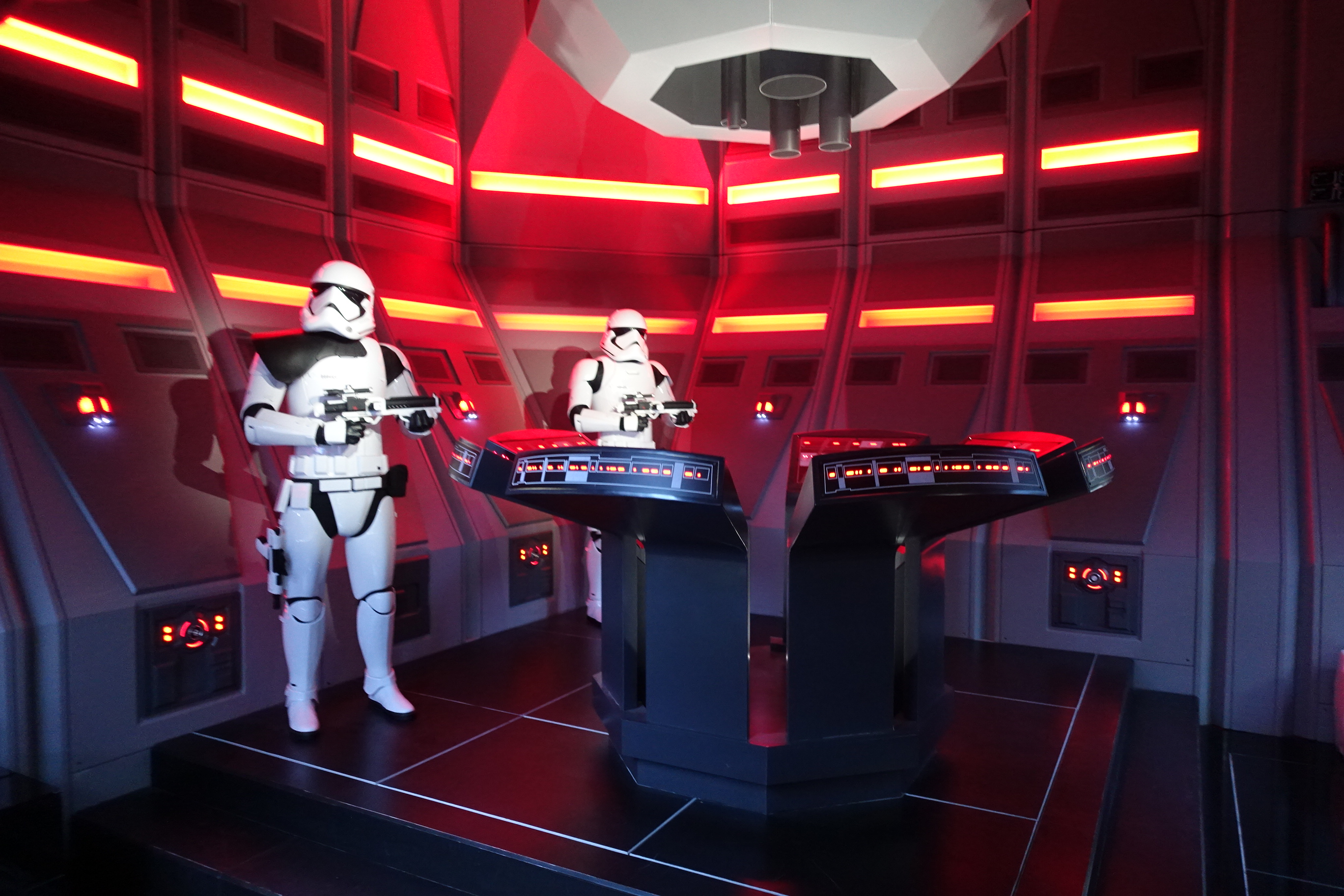
Decoratie in de wachtrij
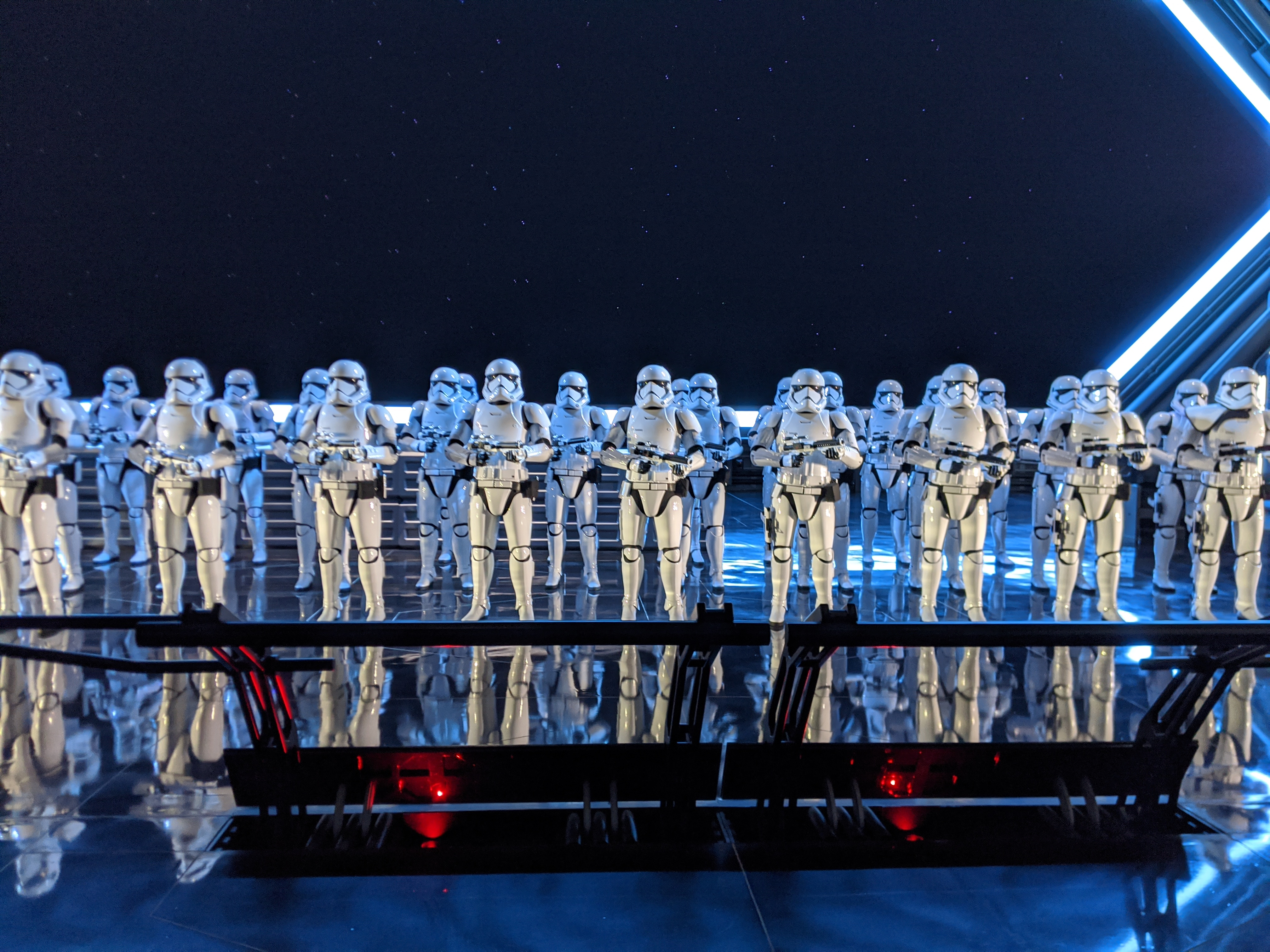
Een van de ruimtes in de wachtrij
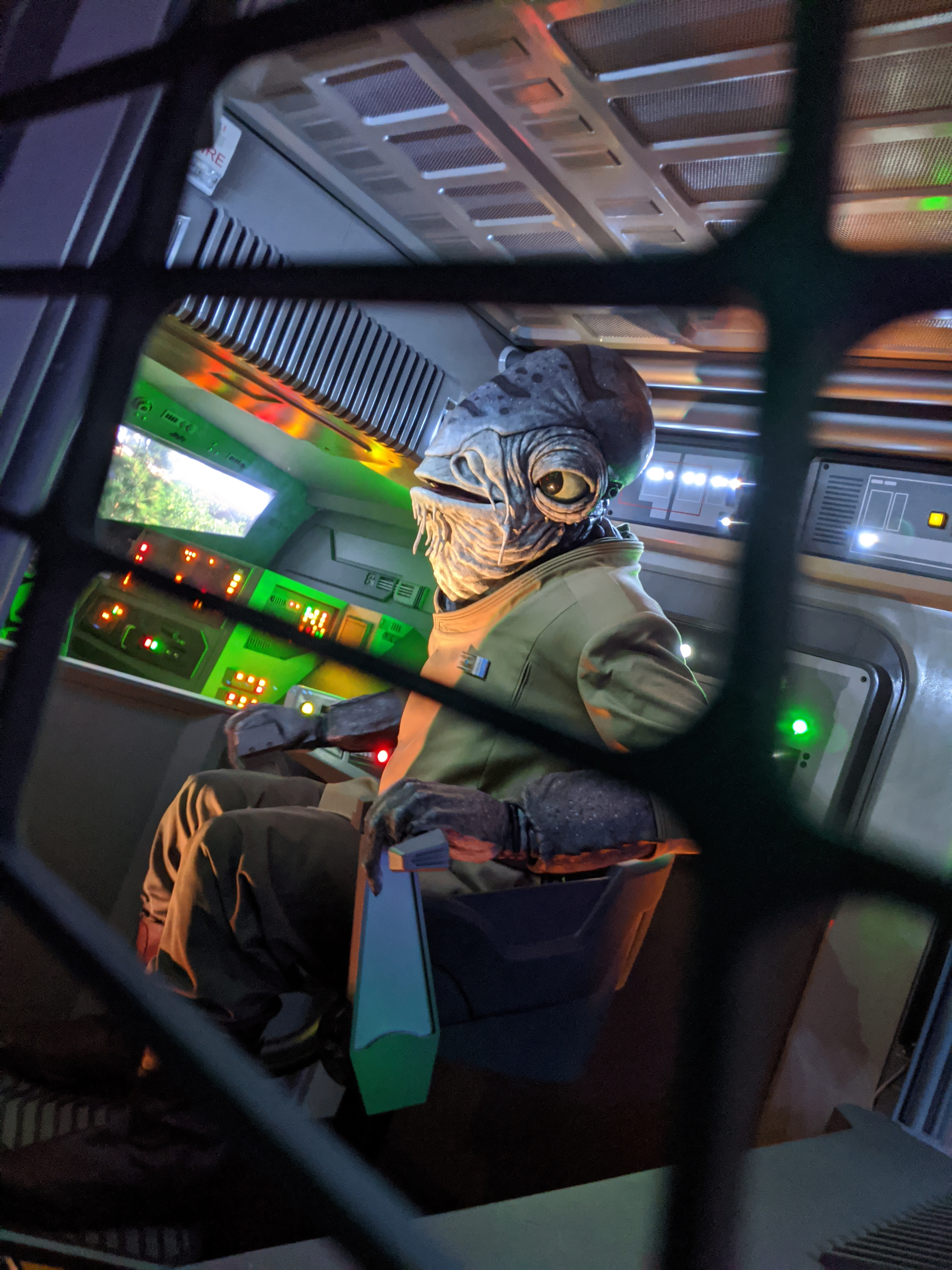
Animatronic in de voorshow
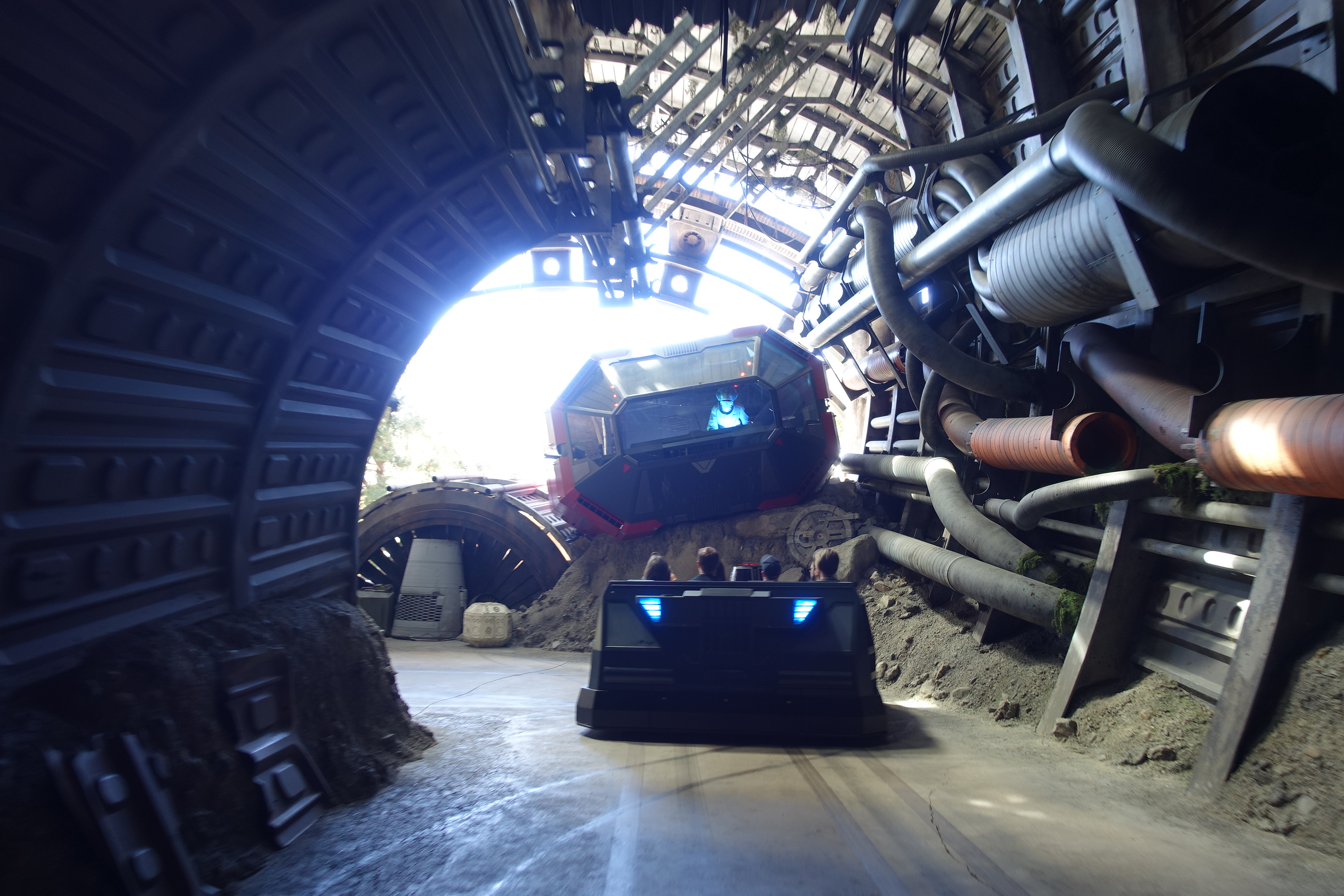
Een van de voertuigen
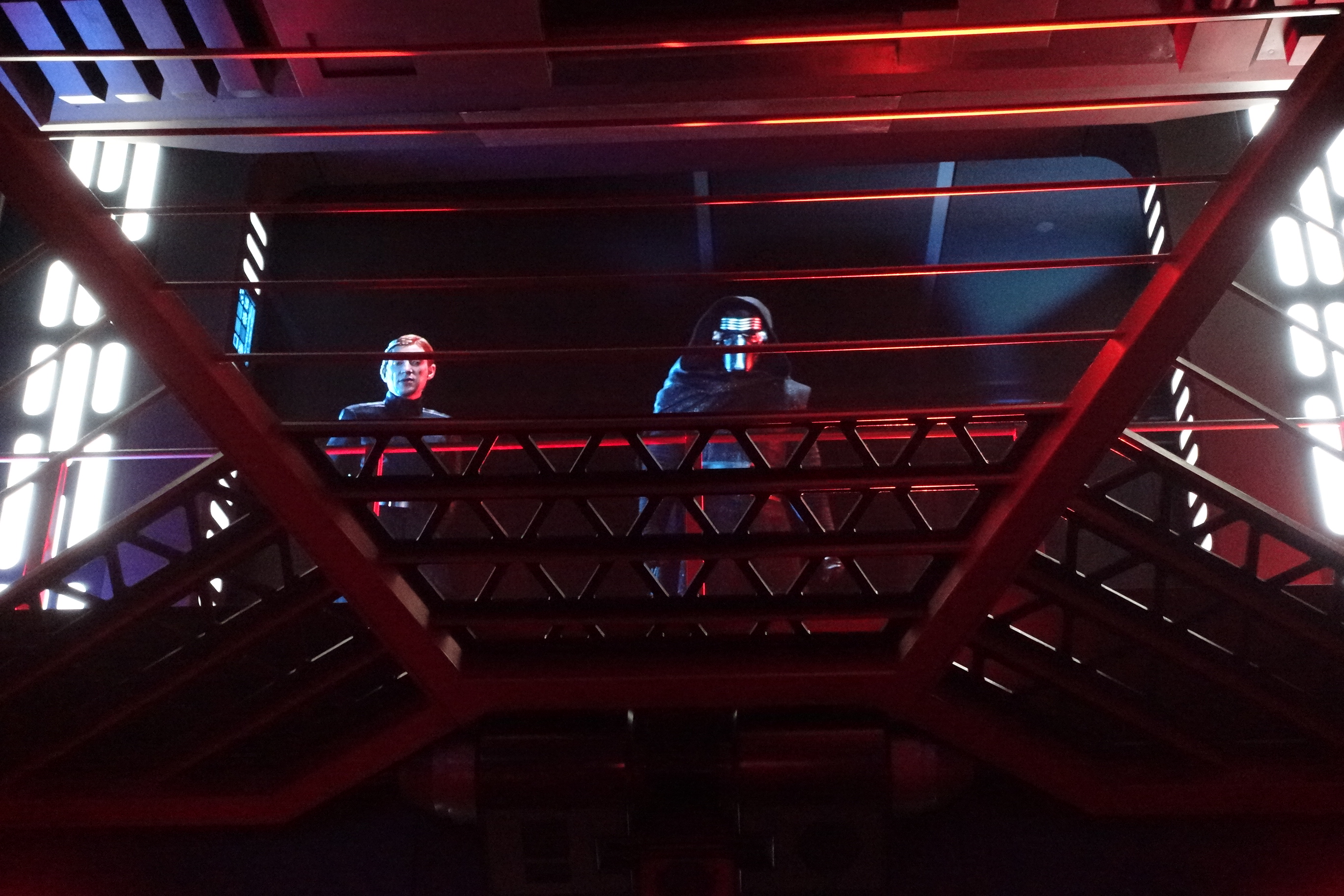
Een van de voorshows